# Synema flavum
Synema flavum là một loài nhện trong họ Thomisidae.
Loài này thuộc chi Synema. Synema flavum được Maria Dahl miêu tả năm 1907.